# Spiere-Helkijn
Spiere-Helkijn (französisch Espierres-Helchin) ist eine kleine belgische Gemeinde in der Region Flandern mit 2063 Einwohnern (Stand 1. Januar 2024). Sie liegt am westlichen, linken Ufer der Schelde, die hier die Grenze zur Region Wallonien bildet. Spiere-Helkijn ist eine Fazilitäten-Gemeinde.

## Lage
Kortrijk liegt 11 Kilometer (km) nordwestlich, Tournai 12 km südlich, Lille 22 km südwestlich, Gent 42 km nordnordöstlich und Brüssel etwa 70 km ostnordöstlich.

## Infrastruktur
Die nächsten Autobahnabfahrten befinden sich bei Dottignies an der A17 und bei Kortrijk an der A14/E17. Unter anderem in Mouscron, Kortrijk und Anzegem befinden sich die nächsten Regionalbahnhöfe, in Lille und Gent halten auch überregionale Schnellzüge. Bei Lille befindet sich ein Regionalflughafen und nahe der Hauptstadt Brüssel existiert der internationale Flughafen Brüssel-Zaventem.

## Weblinks

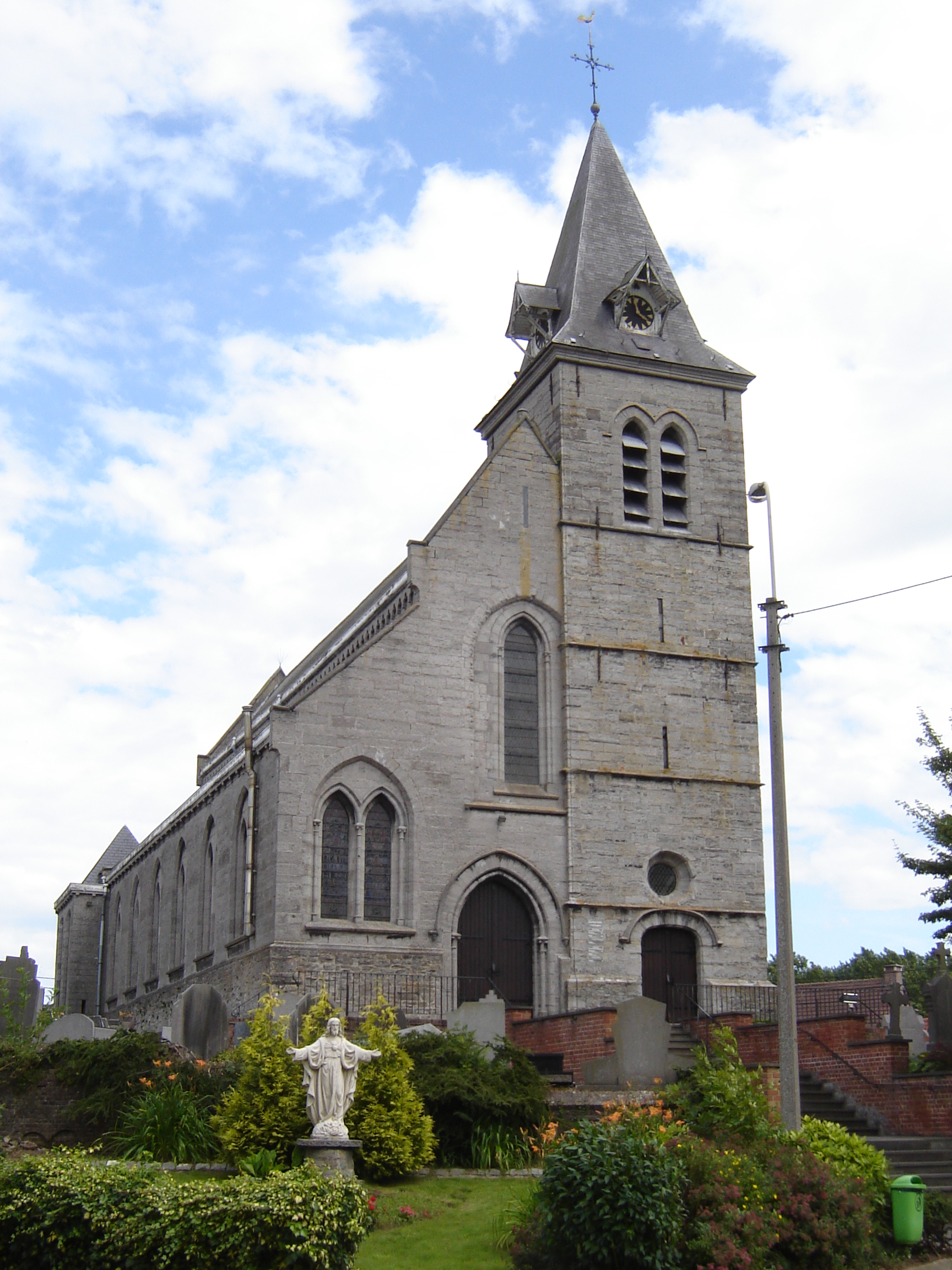
Sint Amandus en Heilig Hart Kirche im Ortsteil Spiere